# Yoann Kongolo
Yoann Kongolo, né le 11 septembre 1987 à Genève (Suisse), est un combattant professionnel en Boxe Anglaise. Il a notamment combattu en kick-boxing ainsi qu'en karaté profight.

## Biographie
Après plus de 120 combats de haut niveau en obtenant plusieurs titres, il remporte les championnats du monde de karaté à seulement 20 ans. Une année après, il devient champion suisse de kick-boxing. S'ensuivent plusieurs ceintures, titres européen ainsi que mondiaux.
En 2014, Yoann fait ses premiers pas en boxe anglaise en remportant son premier combat. Tout ceci en continuant sa carrière de kick-boxeur.
L'année 2015 sera un tournant dans sa carrière et va le propulser tout en haut de l'affiche. Deux victoires en boxe anglaise, une invitation à rejoindre les Glory World Series, fédération la plus prestigieuse de Kick-Boxing au monde. Yoann fait des débuts remarquable au sein de la fédération. Il est propulsé dans le top 3 mondial, dès sa première année.
En 2017, il décide de se consacrer à 100 % à la boxe anglaise. Le choix devient très vite payant car le 26 août 2017',  il obtient sa première ceinture au sein de la prestigieuse Fédération World Boxing Council (WBC), puis la ceinture    EBU-EE light heavyweight le 4 novembre 2017.
En parallèle, Yoann a lancé avec 2 associés, sa salle de sports de combats à Prilly (Suisse) Figth District. Il espère ainsi donner à des centaines de passionnés, le goût de la boxe et des valeurs qui accompagnent ce sport noble.
L'objectif principal est de viser une ceinture mondiale pour 2018.

## Palmarès

### Boxe anglaise
- 16 Combats, 14 victoires 1 égalité 1 défaites 
  - Ceinture WBC International Silver light heavyweight
  - Ceinture EBU-EE light heavyweight
  - ceinture WBC CISBB

### Kick-boxing
World Champion IPCC 77kg, 2023
- Glory World Series
- 6 combats, 4 défaites
- SUPERKOMBAT Fighting Championship
  - Meilleurs débuts 2014 Best Debut[5]
- World Kickboxing Network
  - WKN European Super Middleweight (-79,40 kg/175 lb) Championship  (One time)
- Swiss Kickbox Federation (SKBF)
  - 2010 Swiss Championship Class A
  - 2009 Swiss Championship Class B

### Muay Thai
- Swiss Muay Thai Federation
  - 2010 Swiss (-81 kg) Championship Class A (SG)
  - 2009 Swiss Championship Class B (SG)
  - 2009 Swiss (-81 kg) Championship Class B (WH)

### Koshiki Karatédo
- - Koshiki contact African champion (Mali 2011)
  - Koshiki contact World Cup 4th place (Japan 2010)
  - Koshiki contact World Cup 3rd place (Japan 2009)
  - Koshiki contact World Cup 2nd place (Canada 2007)
  - Koshiki contact international open 1st place (Germany 2006)
  - Koshiki contact international open 1st place (Malaysia 2005)

### Karaté WKKF
- World Koshiki Karatedo Federation (WKKF)
  - 2009 World Koshiki Karatedo Championship de Tokyo, Japon, médaille de bronze
  - 2009 World Koshiki Karatedo Championship de Tokyo, Japon, médaille de bronze
  - 2007 World Koshiki Karatedo Championship de Montréal, Canada, médaille d'argent
  - 2007 World Koshiki Karatedo Championship de Montréal, Canada, médaille d'argent